# سويداء دودية
السويداء الدودية نوع نباتي يتبع جنس السويداء من الفصيلة القطيفية.

## الموئل والانتشار
موطنها الأصلي بلاد الشام ووادي النيل والمغرب العربي وصقلية وإسبانيا.